# Onofrio Antonio Gisolfi

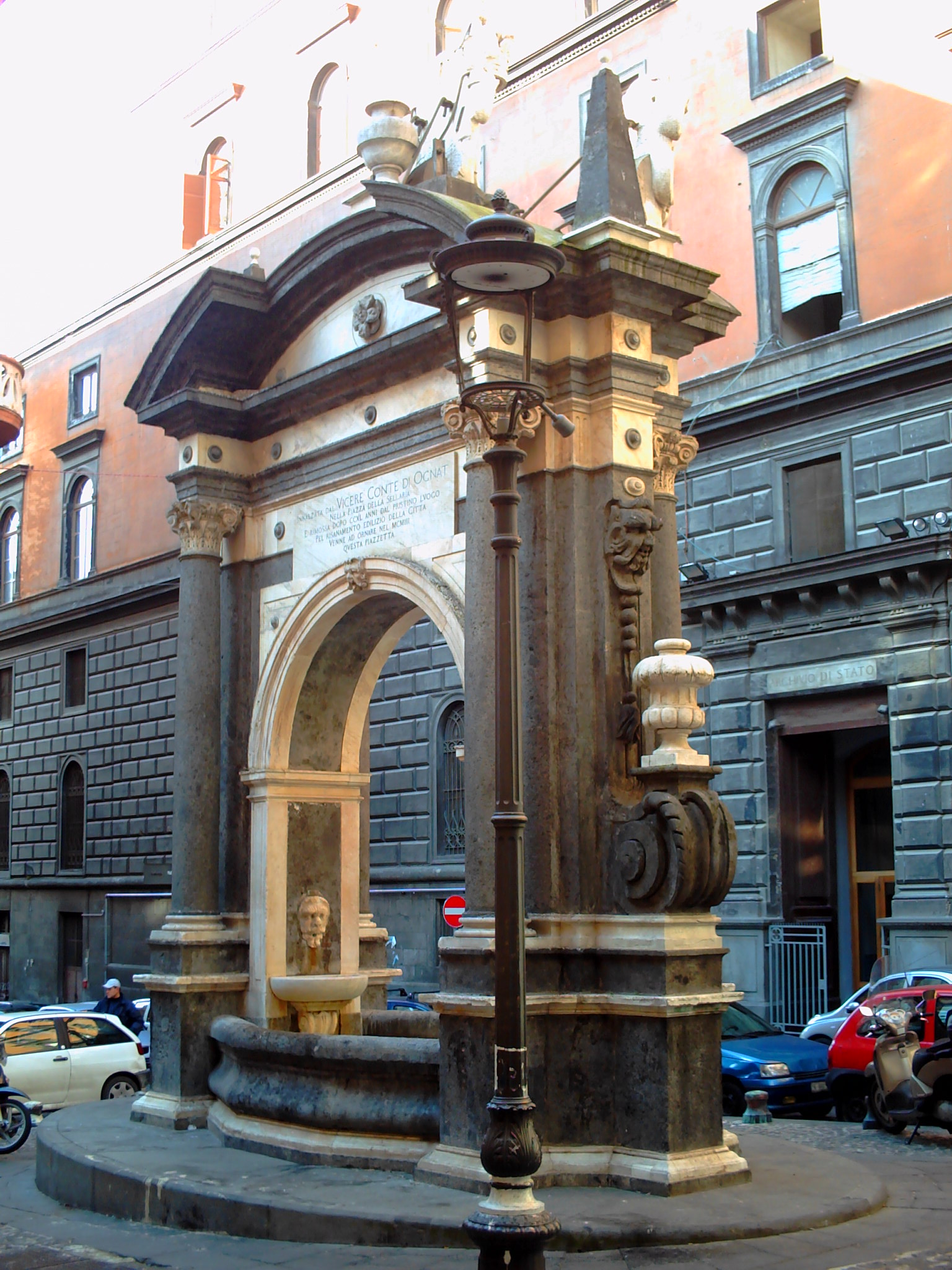
La fontana della Sellaria

Onofrio Antonio Gisolfi (Napoli, ... – Napoli, 1656) è stato un ingegnere e architetto italiano attivo tra il 1637 e la sua morte.

## Biografia
Ingegnere maggiore del regno dopo Bartolomeo Picchiatti, eseguì alcune opere nell'alveo dei Regi Lagni. Al completamento dell'opera di deflusso acque vi è una nomina periodica di Ingegnere Ordinario dei Regi Lagni e tra questi vi è Donato Antonio Cafaro. Al Gisolfi fu affiancato nel 1643 il giovanissimo Francesco Antonio Picchiatti nel completamento di alcune opere del Palazzo Reale di Napoli. Nel 1645, durante un'assenza dalla città, Cosimo Fanzago tentò di soffiare il posto di ingegnere maggiore del regno al Gisolfi ma il tentativo è fallito, due anni dopo venne incaricato dai Pii Operai nella progettazione e realizzazione della Chiesa di San Nicola alla Carità i cui lavori si fermeranno nel 1656. Contemporaneamente, nel 1649, fu incaricato da Iñigo Vélez de Guevara di progettare la Fontana della Sellaria, un monumento pubblico che onora la repressione dei Capipopolo della Repubblica Napoletana del 1647, in particolare sulle abitazioni demolite del Capopopolo della zona della Vicaria.
L'ingegnere morì con molta probabilità di peste nel 1656 e il ruolo di ingegnere maggiore del regno fu occupato da Francesco Antonio Picchiatti.